# Love Can Tame the Wild/He Went Down to the Sea
Love Can Tame the Wild/He Went Down to the Sea è il terzo singolo del 1967 dei The Monks.

## Tracce
Lato A
1. Love Can Tame the Wild – 2:38 (Gary Burger/Larry Clark/Dave Day/Roger Johnston/Eddie Shaw)

Lato B
1. He Went Down to the Sea – 3:00 (Gary Burger/Larry Clark/Dave Day/Roger Johnston/Eddie Shaw)